# Ivan Marović
Ivan Marović (Proložac, 14. siječnja 1920. – Split, 17. rujna 2014.), hrvatski arheolog.

## Životopis
Diplomirao je klasičnu filologiju, arheologiju i povijest 1951. na Filozofskom fakultetu u Zagrebu. Cijeli svoj radni vijek proveo je u Arheološkom muzeju u Splitu, od 1950. do 1986. Porijeklom je iz Mravinaca,
gdje je i sahranjen.

## Znanstveni rad
Područje njegova rada bila je prapovijesna arheologija i numizmatika. Istražio je stotinjak arheoloških nalazišta u srednjoj Dalmaciji, a posebno u gornjem toku Cetine na osnovu čega je definirao ranobrončanodobnu Cetinsku kulturu. U sklopu istraživanja Cetinske kulture, istraživao je i prostore Hercegovine i južne Bosne.

## Izbor iz djela
Napisao je 28 radova koji različitih tema iz prapovijesti, u glavnom objavljenih u "Vjesniku za arheologiju i historiju dalmatinsku", te 18 radova različitih numizmatičkih tema o predcarskom, rimskom carskom i bizantskom novcu.
- Bakrene sjekire u prethistorijskoj zbirci Arheološkog muzeja u Splitu (1953.)
- Istraživanja kamenih gomila cetinske kulture u srednjoj Dalmaciji (1991.)
- Sojeničko naselje na Dugišu kod Otoka (Sinj) (2002.)

## Nagrade
Dobitnik je Nagrade don Frane Bulić Hrvatskog arheološkog društva 2000., te Zlatnog grba Grada Splita, iste godine. Bio je počasnim članom Hrvatskog arheološkog društva.